# Elephant (film)
Pour les articles homonymes, voir Éléphant (homonymie).
Pour plus de détails, voir Fiche technique et Distribution.
Elephant est un film américain réalisé par  Gus Van Sant, sorti en 2003. Il a reçu la Palme d'or au Festival de Cannes 2003 ainsi que le Prix de la mise en scène. Le film s'appuie sur le fait divers de la fusillade de l'école secondaire Columbine de 1999, au cours de laquelle douze étudiants et un professeur ont été abattus par deux adolescents.

## Synopsis
Une journée dans un lycée américain typique. Les élèves vaquent à leurs occupations habituelles. Elias prend des photos dans le parc, près du lycée. John arrive une fois de plus en retard. Michelle finit son entraînement de sport et se rend à la bibliothèque. Alors que les élèves vivent un quotidien banal, se prépare un événement qui va bouleverser leurs vies. Alex, le souffre-douleur de sa classe, et Eric, que le proviseur ne veut pas écouter, préparent une fusillade.

## Fiche technique
- Titre original : Elephant
- Titre français : Elephant
- Réalisation : Gus Van Sant
- Photographie : Harris Savides
- Production : Jay Hernandez, Diane Keaton, JT LeRoy, Bill Robinson, Dany Wolf
- Société de distribution : HBO Films
- Budget : 3 000 000 $
- Langue : anglais, allemand
- Format : Couleur - 1,37:1
- Genre : Drame
- Durée : 81 minutes
- Dates de sortie : 
  - États-Unis : 24 octobre 2003
  - France : 22 octobre 2003
- Film interdit aux moins de 12 ans lors de sa sortie en France.

## Distribution
- Alex Frost : Alex, lycéen, il apprend le piano. Il est l'objet de brimades en classe.
- Eric Deulen : Eric, partenaire d'Alex.
- John Robinson (VF : Hervé Grull) : John McFarland, t-shirt jaune avec un taureau noir, ami d'Alex qui l'épargnera.
- Elias McConnell (en) : Elias, le lycéen photographe.
- Jordan Taylor : Jordan, une des filles du trio.
- Carrie Finklea : Carrie, la petite amie de Nathan.
- Nicole George : Nicole, une des filles du trio.
- Kristen Hicks : Michelle, scrute le ciel lors de la marche de Nathan. Elle est la première victime.
- Alicia Miles : Acadia, l'amie de John. Ce sont les deux lycéens figurant sur le poster du film.
- Brittany Mountain : Brittany, une des filles du trio.
- Bennie Dixon : Benny, il aide Acadia.
- Nathan Tyson : Nathan, maître-nageur et footballeur, le petit ami de Carrie.
- Timothy Bottoms : M. McFarland, le père de John.
- Matt Malloy : M. Luce, le proviseur.

Note : Tous les acteurs sont, à l'époque, des non-professionnels, sauf Matt Malloy et Timothy Bottoms. Les quatre premiers ainsi que plusieurs autres ont gardé leurs prénoms pour leurs personnages.

## Distinctions
- Festival de Cannes 2003 : 
  - Palme d'or
  - prix de la mise en scène
  - le premier des prix de l'Éducation nationale du Festival de Cannes
- Prix Léon-Moussinac 2003 du meilleur film étranger

## Production

### Titre
Le titre du film a pour Gus Van Sant une dimension politique par rapport à « l'aspect aliénant du système d'éducation américain » : « Elephant, c'est ce qui se voit comme le nez au milieu de la figure, mais ce que tout le monde souhaiterait bien occulter ».

### Développement du projet
Le film est inspiré par la fusillade du lycée Columbine et par le court-métrage homonyme du réalisateur anglais Alan Clarke tourné en 1989 pour la BBC concernant des meurtres en Irlande du Nord. Chantal Akerman a eu « une influence plus qu'essentielle » sur la trilogie de Gus Van Sant : Gerry (deux égarés dans un désert), Elephant (la fusillade de Columbine) et Last Days (les derniers jours d'une rock star avant son suicide).
Quatre parties structurent l'œuvre : les trois premières sont dans une même unité de temps et se clôturent par le même son de clic de l'appareil photo d'Elias. Ce sont ainsi trois boucles temporelles qui permettent de revivre la même scène selon des points de vue différents comme dans l'allégorie des aveugles et de l'éléphant, qui illustre le pluralisme des points de vue, chacun révélant une information partielle. Le point d'orgue de la dernière partie est le carnage par Alex et Eric. Le premier coup de feu fait écho au son du déclencheur de l'appareil photo quand Elias "shoote" Alex sans flash dans la bibliothèque. Michelle, qui n'a jamais fait aucune provocation ou brimade contre Alex, tombe la première sous les balles du fusil d’Alex. Avant la marche de Nathan dans le parc, elle a levé les yeux au ciel. C'est elle, quand elle court dans le couloir, qui est le témoin du passage de relais de l'appareil photo entre John et Elias.

### Tournage
Le film a été tourné en vingt jours avec de jeunes acteurs de la région de Portland.

### La musique dans le film
L'entrée au lycée d'Elias se fait sur du rock psychédélique japonais : Absolutely Freak Out (Zap Your Mind!!) (en) du groupe Acid Mothers Temple.
La scène « si centrale » du film où Alex joue du piano, vient à Gus Van Sant en entendant par hasard l'acteur Alex Frost interpréter la Lettre à Élise.
C'est l'acteur qui le persuade aussi d'utiliser dans le film la Sonate au clair de lune (Sonata quasi una fantasia) trop difficile pour Alex.
La musique de Ludwig van Beethoven est ainsi associée à Alex par boucle temporelle jusque dans le générique final.
Mais le spectateur ne le sait pas encore quand le 1er mouvement de cette sonate, l'adagio en ut dièse mineur comme une marche funèbre, une lettre d'amour impossible, plane au-dessus du campus suivant en plan-séquence Nathan, croisant Brittany, Jordan et Nicole, pour rejoindre sa petite amie Carrie. Aux portes de la perception (Türen der Wahrnehmung), la musique électroacoustique de Hildegard Westerkamp interfère avec cette sonate no 14 opus 27 no 2. Reste le silence assourdissant.

## Accueil

### Accueil critique
Elephant a été très bien accueilli par les critiques. Il a été élu 2e meilleur film de la décennie 2000-2009 par les Cahiers du cinéma.
Pour Le Monde "[...] il importe de dire l'étonnante beauté du film, sa puissance de suggestion avec les plus minimes outils narratifs et figuratifs, son sens du mouvement, du rythme, de la distance dans l'espace et dans le temps."

### Accueil public
Le film a fait 642 583 entrées en France, 187 331 en Italie, 95 725 en Angleterre et 87 843 en Espagne pour un total de 1,2 million en Europe et 208 520 aux États-Unis.
HBO, la chaîne qui a produit le film, ne lui a permis qu'une « sortie fantomatique » aux États-Unis. Elle ne l'avait pas encore diffusé sur petit écran en 2005 et Gus van Sant déclarait alors ne pas penser qu'elle le diffuse un jour.

## Analyse générale
Elephant est une fiction dans le microcosme adolescent où les villes de Columbine et Littleton ne sont jamais évoquées contrairement à Bowling for Columbine de Michael Moore qui est un documentaire militant avec des interviews des rescapés ou témoins de plusieurs tragédies dont celle de Columbine. Le film de Gus Van Sant se déroule dans une narration non linéaire, s'attachant à montrer les personnages notamment grâce à l'utilisation de la technique du plan-séquence et de la boucle temporelle jusqu'à la catharsis finale. Le film présente les racines qui ont conduit deux adolescents à des actes aussi macabres : l'absence des parents, l'homosexualité supposée,,, l'adolescence, la facilité environnante de la vente libre des armes, les jeux vidéo de tir à la première personne, les brimades des copains, et Hitler, points de vue qui invitent le spectateur à s'interroger.

## Autour du film
N'ayant pas obtenu les droits pour utiliser le jeu vidéo Doom, le réalisateur a fait développer pour le film un jeu de tir à la première personne qui rend hommage à son précédent film Gerry où deux hommes errent dans un désert : Eric s'entraîne à tirer dans le dos de personnages non-joueurs évoluant sur un fond dépouillé et uniformément blanc.